# Kỷ lục và thống kê Cúp bóng đá nữ châu Đại Dương
Cúp bóng đá nữ châu Đại Dương (trước đây gọi là Giải vô địch bóng đá nữ châu Đại Dương) là giải đấu bóng đá nữ cho các đội tuyển quốc gia thuộc Liên đoàn bóng đá châu Đại Dương (OFC). Giải được tổ chức mỗi lần ba năm từ năm 1983 đến năm 1989. Hiện nay, giải đấu được tổ chức ở những khoảng không đều đặn.
Đây là một danh sách các kỷ lục và thống kê của giải đấu.

## Thống kê chung theo giải đấu
| Năm  | Chủ nhà            | Vô địch (lần thứ)     | Huấn luyện viên thắng cuộc | Vua phá lưới (bàn thắng)             |
| ---- | ------------------ | --------------------- | -------------------------- | ------------------------------------ |
| 1983 | Nouvelle-Calédonie | New Zealand (1)       | Albie Evans                | Wendy Sharpe (7)                     |
| 1986 | New Zealand        | Đài Bắc Trung Hoa (1) | Chong Tsu-pin              | Liu Yu-chu (3)                       |
| 1989 | Úc                 | Đài Bắc Trung Hoa (2) | Chong Tsu-pin              | Huang Yu-chuan (9)                   |
| 1991 | Úc                 | New Zealand (2)       | Dave Boardman              | Sunni Hughes (10)                    |
| 1994 | Papua New Guinea   | Úc (1)                | Tom Sermanni               | Cheryl Salisbury và Wendy Sharpe (3) |
| 1998 | New Zealand        | Úc (2)                | Greg Brown                 | Pernille Andersen (15)               |
| 2003 | Úc                 | Úc (3)                | Adrian Santrac             | Maia Jackman (10)                    |
| 2007 | Papua New Guinea   | New Zealand (3)       | John Herdman               | Nicky Smith và Kirsty Yallop (4)     |
| 2010 | New Zealand        | New Zealand (4)       | John Herdman               | Amber Hearn (12)                     |
| 2014 | Papua New Guinea   | New Zealand (5)       | Tony Readings              | Amber Hearn (7)                      |

## Các giải đấu được tổ chức nhiều nhất
| Chủ nhà | Quốc gia           | Các năm          |
| ------- | ------------------ | ---------------- |
| 3 lần   | Úc                 | 1989, 1991, 2003 |
| 3 lần   | New Zealand        | 1986, 1998, 2010 |
| 3 lần   | Papua New Guinea   | 1994, 2007, 2014 |
| 1 lần   | Nouvelle-Calédonie | 1983             |

## Các quốc gia tham dự
Chú thích
- 1st – Vô địch
- 2nd – Á quân
- 3rd – Hạng ba
- 4th – Hạng tư
- GS – Vòng bảng
- q – Vượt qua vòng loại
- × – Rút lui
- — Chủ nhà

| Đội tuyển          | 1983 | 1986 | 1989 | 1991 | 1994 | 1998 | 2003 | 2007             | 2010             | 2014             | Tổng số |
| ------------------ | ---- | ---- | ---- | ---- | ---- | ---- | ---- | ---------------- | ---------------- | ---------------- | ------- |
| New Zealand        | 1st  | 3rd  | 2nd  | 1st  | 2nd  | 2nd  | 2nd  | 1st              | 1st              | 1st              | 10      |
| Papua New Guinea   | —    | ×    | 5th  | 3rd  | 3rd  | 3rd  | 3rd  | 2nd              | 2nd              | 2nd              | 8       |
| Úc                 | 2nd  | 2nd  | 3rd  | 2nd  | 1st  | 1st  | 1st  | Một phần của AFC | Một phần của AFC | Một phần của AFC | 7       |
| Quần đảo Cook      | —    | —    | —    | —    | —    | —    | 5th  | ×                | 3rd              | 3rd              | 3       |
| Tonga              | —    | —    | —    | —    | —    | —    | ×    | 3rd              | GS               | 4th              | 3       |
| Fiji               | 4th  | —    | —    | —    | —    | 4th  | ×    | ×                | GS               | —                | 3       |
| Đài Bắc Trung Hoa  | —    | 1st  | 1st  | —    | —    | —    | —    | —                | —                | —                | 2       |
| Quần đảo Solomon   | —    | —    | —    | —    | —    | —    | —    | 4th              | 4th              | —                | 2       |
| Samoa              | —    | —    | —    | —    | —    | GS   | 4th  | ×                | —                | —                | 2       |
| Nouvelle-Calédonie | 3rd  | —    | —    | —    | —    | —    | —    | ×                | —                | —                | 1       |
| Tahiti             | —    | —    | —    | —    | —    | —    | ×    | ×                | GS               | —                | 1       |
| Vanuatu            | —    | —    | —    | —    | —    | —    | ×    | ×                | GS               | —                | 1       |
| Samoa thuộc Mỹ     | —    | —    | —    | —    | —    | GS   | ×    | —                | —                | —                | 1       |
| Úc B               | —    | —    | 4th  | —    | —    | —    | —    | —                | —                | —                | 1       |
| New Zealand B      | —    | 4th  | —    | —    | —    | —    | —    | —                | —                | —                | 1       |
| Ấn Độ              | —    | —    | ×    | —    | —    | —    | —    | —                | —                | —                | 0       |

## Các đội tuyển đạt đến tốp bốn
| Đội tuyển          | Vô địch                          | Á quân                     | Hạng ba                    | Hạng tư        |
| ------------------ | -------------------------------- | -------------------------- | -------------------------- | -------------- |
| New Zealand        | 5 (1983, 1991, 2007, 2010, 2014) | 4 (1989, 1994, 1998, 2003) | 1 (1986)                   | –              |
| Úc 1               | 3 (1994, 1998, 2003)             | 3 (1983, 1986, 1991)       | 1 (1989)                   | –              |
| Đài Bắc Trung Hoa  | 2 (1986, 1989)                   | –                          | –                          | –              |
| Papua New Guinea   | –                                | 3 (2007, 2010, 2014)       | 4 (1991, 1994, 1998, 2003) | –              |
| Quần đảo Cook      | –                                | –                          | 2 (2010, 2014)             | –              |
| Tonga              | –                                | –                          | 1 (2007)                   | 1 (2014)       |
| Nouvelle-Calédonie | –                                | –                          | 1 (1983)                   | –              |
| Úc B               | –                                | –                          | 1 (1989)                   | –              |
| Fiji               | –                                | –                          | –                          | 2 (1983, 1998) |
| Quần đảo Solomon   | –                                | –                          | –                          | 2 (2007, 2010) |
| Samoa              | –                                | –                          | –                          | 1 (2003)       |
| New Zealand B      | –                                | –                          | –                          | 1 (1986)       |

## Tất cả các thời gian bảng
Đội tuyển đã đoạt Cúp bóng đá nữ châu Đại Dương
      Đội tuyển đã rút lui
| Vt | Đội tuyển          | Tg | St | T  | H | B  | BT  | BB  | HS   | Đ  |
| -- | ------------------ | -- | -- | -- | - | -- | --- | --- | ---- | -- |
| 1  | New Zealand        | 10 | 39 | 30 | 2 | 7  | 246 | 16  | +230 | 92 |
| 2  | Úc                 | 7  | 28 | 19 | 2 | 7  | 159 | 19  | +140 | 59 |
| 3  | Papua New Guinea   | 10 | 41 | 20 | 1 | 20 | 85  | 159 | –74  | 61 |
| 4  | Đài Bắc Trung Hoa  | 2  | 9  | 8  | 0 | 1  | 23  | 5   | +18  | 24 |
| 5  | Quần đảo Cook      | 3  | 12 | 3  | 1 | 8  | 8   | 53  | –45  | 10 |
| 6  | Quần đảo Solomon   | 2  | 8  | 1  | 2 | 5  | 6   | 26  | –20  | 5  |
| 7  | Tonga              | 3  | 9  | 1  | 2 | 6  | 3   | 35  | –32  | 5  |
| 8  | Úc B               | 1  | 4  | 1  | 1 | 2  | 2   | 6   | –4   | 4  |
| 9  | Fiji               | 3  | 10 | 1  | 1 | 8  | 8   | 73  | –65  | 4  |
| 10 | Tahiti             | 1  | 3  | 1  | 0 | 2  | 5   | 9   | –4   | 3  |
| 11 | Nouvelle-Calédonie | 1  | 3  | 1  | 0 | 2  | 2   | 11  | −9   | 3  |
| 12 | Samoa              | 2  | 6  | 1  | 0 | 5  | 3   | 65  | –62  | 3  |
| 13 | New Zealand B      | 1  | 4  | 0  | 1 | 3  | 1   | 5   | −4   | 1  |
| 14 | Vanuatu            | 1  | 3  | 0  | 0 | 3  | 1   | 21  | −20  | 0  |
| 15 | Samoa thuộc Mỹ     | 1  | 2  | 0  | 0 | 2  | 0   | 30  | −30  | 0  |
| 16 | Ấn Độ              | 0  | 0  | 0  | 0 | 0  | 0   | 0   | 0    | 0  |

## Lần đầu của các đội tuyển
| Năm     | Các đội tuyển lần đầu                        | Tổng số |
| ------- | -------------------------------------------- | ------- |
| 1983    | Úc · Fiji · Nouvelle-Calédonie · New Zealand | 4       |
| 1986    | Đài Bắc Trung Hoa · New Zealand B            | 2       |
| 1989    | Úc B · Ấn Độ · Papua New Guinea              | 2       |
| 1991    | Không                                        | 0       |
| 1994    | Không                                        | 0       |
| 1998    | Samoa thuộc Mỹ · Samoa                       | 2       |
| 2003    | Quần đảo Cook                                | 1       |
| 2007    | Quần đảo Solomon · Tonga                     | 2       |
| 2010    | Tahiti · Vanuatu                             | 2       |
| 2014    | Không                                        | 0       |
| Tổng số |                                              | 15      |

## Kết quả của các quốc gia chủ nhà
| Năm  | Quốc gia chủ nhà   | Hoàn thành |
| ---- | ------------------ | ---------- |
| 1983 | Nouvelle-Calédonie | Hạng ba    |
| 1986 | New Zealand        | Hạng ba    |
| 1989 | Úc                 | Hạng ba    |
| 1991 | Úc                 | Á quân     |
| 1994 | Papua New Guinea   | Hạng ba    |
| 1998 | New Zealand        | Á quân     |
| 2003 | Úc                 | Vô địch    |
| 2007 | Papua New Guinea   | Á quân     |
| 2010 | New Zealand        | Vô địch    |
| 2014 | Papua New Guinea   | Á quân     |